# Atripalda
Atripalda é uma comuna italiana da região da Campania, província de Avellino, com cerca de 11.143 habitantes. Estende-se por uma área de 8,5 km², tendo uma densidade populacional de 1393 hab/km². Faz fronteira com Aiello del Sabato, Avellino, Cesinali, Manocalzati, San Potito Ultra, Santo Stefano del Sole, Sorbo Serpico.
Era conhecida como Abelino (em latim: Abellinum) durante o período romano.

## Demografia
| Variação demográfica do município entre 1861 e 2011                               |
|                                                                                   |
| Fonte: Istituto Nazionale di Statistica (ISTAT) - Elaboração gráfica da Wikipedia |